# رالف بيلامي
رالف بيلامي (بالإنجليزية: Ralph Bellamy)‏ مواليد 17 يونيو 1904 في شيكاغو - الوفاة 29 نوفمبر 1991 في سانتا مونيكا، الولايات المتحدة، هو ممثل أمريكي بدأ مسيرته الفنية سنة 1928. امتدت مسيرته الفنية لأكثر من 62 عاما.

## الأعمال
- الحقيقة البشعة
- شبح فرانكشتاين
- طفل روزماري
- يا إلهي!
- امرأة جميلة

## الجوائز
الفوز:
- جائزة توني لأفضل ممثل في مسرحية

الترشيحات:
- جائزة الأوسكار لأفضل ممثل مساعد

## روابط خارجية
- رالف بيلامي على موقع IMDb (الإنجليزية)
- رالف بيلامي على موقع الموسوعة البريطانية (الإنجليزية)
- رالف بيلامي على موقع ألو سيني (الفرنسية)
- رالف بيلامي على موقع تيرنر كلاسيك موفيز (الإنجليزية)
- رالف بيلامي على موقع أول موفي (الإنجليزية)
- رالف بيلامي على موقع قاعدة بيانات برودواي على الإنترنت (الإنجليزية)
- رالف بيلامي على موقع قاعدة بيانات الأفلام السويدية (السويدية)
- رالف بيلامي على موقع إن إن دي بي (الإنجليزية)
- رالف بيلامي على موقع ديسكوغز (الإنجليزية)
- رالف بيلامي على موقع قاعدة بيانات الفيلم (الإنجليزية)